# Вассиан Кошка
Архимандри́т Вассиа́н (известен также как Вассиан Возмицкий или Вотмицкий; в миру Василий Кошка; нач. XVI — май 1568, Иосифо-Волоцкий монастырь, Русское царство) — архимандрит Русской церкви, архимандрит Возмицкого монастыря, писатель, книгописец. Ученик Фотия Волоколамского.
Предположительно, принял постриг в 1520-х годах в Иосифо-Волоколамском в честь Успения Святой Богородицы монастыре. Стал архимандритом Покровского Отмицкого (Вотмицкого) монастыря в устье реки Тьмы (предположительно, в конце 1540-х годов). Позднее стал духовником святителя Акакия Тверского.
В начале 1560-х годов удалился на покой в Иосифо-Волоколамский монастырь (известны его записи во вкладной книге обители в 1563—1564 годах).
Вассианом Кошкой была создана новая редакция Волоколамского патерика, в которой первоначальный замысел Досифея Топоркова был развит и укрупнён.
Вассиан известен как автор нескольких произведений, в том числе Житие Фотия и Житие Кассиана Босого.

## Произведения
- Словарный свод (Булич С. К. Очерк истории языкознания в России. СПб., 1901, т. 1, с. 163, 164; Ковтун Л. С. Лексикография в Московской Руси XVI — начала XVII в. Л., 1975, с. 263—267).
- Житие Фотия, ученика Кассиана Босого, переписано Вассианом в его сборнике ГИМ, Синод.собр., № 927, л. 171—178, где Вассиан сообщает о своем авторстве (Ключевский. Древнерусские жития, с. 295; Строев. Словарь, с. 44—45; Филарет. Обзор, с. 213).
- Житие Кассиана Босого, переписано Вассианом в его сборнике ГБЛ, Музейное собр., № 1257, л. 16 об.—24 об. (Ключевский. Древнерусские жития, с. 295; Филарет. Обзор, с. 213; Кадлубовский А. Очерки по истории древнерусской литературы житий святых // РФВ, 1901, № 3—4, с. 101 и отд. Варшава, 1902, с. 258—261). Филарет автором Жития считает старца Фотия.
- Статья «О вражде старцев Кирилло-Белозерского монастыря на иосифлян» (Отношения иноков Кириллова Белозерского и Иосифова Волоколамского монастырей в XVI в. // Прибавл. к изданию Творений святых отцов, 1851, ч. 10, с. 502—527; Строев. Словарь, с. 44—45; Филарет. «Обзор русской духовной литературы», с. 213).
- Надгробное слово Акакию, епископу тверскому (умер в 1567 г.) переписано в рукописи ГПБ, собр. Погодина, № 1554, л. 52—56 об. (Зимин А. А. Крупная феодальная вотчина и социально-политическая борьба в России (конец XV—XVI в.).М., 1977, с. 285).
- Строев (Словарь, с. 44—45) считал, что Вассианом составлен Патерик Волоколамский, так как он переписан в сборнике В. ГИМ. Синод.собр., № 927, л. 2—42. В действительности, его автором является Досифей Топорков. Ключевский (Древнерусские жития, с. 294) об этом произведении сообщает неопределенно.